# Xinhui
Xinhui, tidigare romaniserat Sunwui, är ett stadsdistrikt i Jiangmens stad på prefekturnivå  i provinsen Guangdong i södra Kina. Det ligger omkring 82 kilometer söder om provinshuvudstaden Guangzhou. 

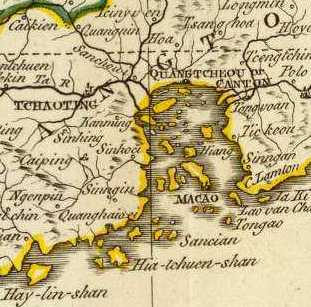
Xinhui, markerat som "Sinhoei", på en gammal karta.

Xinhui var tidigare ett härad med rötter tillbaka till 200-talet. 1992 ombildades Xinhui till en stad på häradsnivå och tio år sedan blev den ett stadsdistrikt i Jiangmen.
Slaget vid Yamen (崖门战役), ett av de största sjöslagen i världshistorien, inträffade i Xinhui den 19 mars 1279, då Songdynastin gjorde sitt sista motstånd mot den mongoliska Yuandynastin, som tagit över Kina. 
Xinhui är berömt för sina torkade småcitrusskal (chenpi) och för sitt bestånd av gamla diaolou-torn, som förklarats vara en del av världsarvet.

## Administrativ indelning
Xinhui är indelat i ett stadsdelsdistrikt och tio köpingar.
Stadsdelsdistrikt (jiedao):

- Huicheng (会城街道)

Köpingar (zhen):

- Da'ao (大鳌镇)
- Daze (大泽镇)
- Gujing (古井镇)
- Luokeng (罗坑镇)
- Muzhou (睦洲镇)
- Sanjiang (三江镇)
- Shadui (沙堆镇)
- Shuangshui (双水镇)
- Siqian (司前镇)
- Yamen (崖门镇)